# إدوارد رايلي
إدوارد رايلي (بالإنجليزية: Edward Riley)‏ هو سياسي أسترالي، ولد في 1859 بغلاسكو في المملكة المتحدة، وتوفي في 21 يوليو 1943. حزبياً، نشط في حزب العمال الأسترالي. وقد انتخب عضو مجلس النواب الأسترالي عن دائرة Division of South Sydney ‏ (13 أبريل 1910 – 19 ديسمبر 1931).